# Justin Bartha
Justin Lee Bartha (født 21. juli 1978) er en amerikansk skuepiller, der er mest kendt for sin rolle i filmene National Treasure og National Treasure: Book of Secrets, hvor hans spiller hovedpersonens ven, Riley Poole, samt for rollen som Doug Billings i de tre film Tømmermænd i Vegas, Tømmermænd i Thailand og Tømmermænd tur-retur.